# 李寿 (成漢)
李 寿（り じゅ）は、五胡十六国成漢の第4代皇帝。字は武考。父は建国の功臣である李驤。

## 生涯

### 李雄の時代
建興元年（304年）11月、西晋の益州刺史羅尚が兵を派遣して蜀の中部へ侵攻すると、李寿は母の昝氏と共に捕らえられているが、どうやって解放されたのかは記されていない。
李寿は聡明で鋭敏であり、学問を好んだ。若い頃から礼節をわきまえており、他の皇族の子らとは一線を画していた。李雄はその才能を見てただ者では無いと感じ、重責を荷うに足る人物であると称えた。
玉衡8年（318年）、父の李驤が梁州刺史李鳳の反乱を平定すると、功績により李寿は前将軍・都督巴西諸軍事に任じられた。その後、征東将軍に移った。李寿は在野の士である譙秀を賓客として招聘し、その献策に従って巴西を良く治めたので、その威恵は大いに奮った。
玉衡13年（323年）、李寿は李玝と共に陰平を攻撃したが、仇池の楊難敵に進軍を阻まれた。
玉衡18年（328年）冬、李驤が亡くなると、李寿は大将軍・西夷校尉に任じられた。その後、さらに大都督・侍中を加えられ、扶風公に封じられた。
玉衡20年（330年）10月、李寿は征南将軍費黒と征東将軍任巳を従えて巴東攻略に向かい、これを陥落させて東晋の巴東郡太守楊謙を建平まで退却させた。李寿はさらに費黒に別軍を与えて建平を攻撃させ、東晋の巴東監軍毌丘奥を宜都まで撤退させた。
玉衡21年（331年）7月、陰平・武都を攻撃したが、楊難敵に阻まれた。
玉衡22年（332年）、李寿は費黒と邵攀を前鋒として朱提を攻撃し、鎮南将軍任回には木落を攻撃させた。李寿は100日余りを掛けて寧州へ侵攻し、諸郡を尽く平定した。玉衡23年（333年）3月、東晋の寧州刺史尹奉は降伏し、李寿は南中の地を併呑した。李雄は大いに喜び、李寿は功績により建寧王に封じられた。
李寿は士人を愛して善行を行い、書物を学んで古の良将や賢相の事績を暗誦する事が出来た。征伐を行なえば勝利を重ねて国土を千里広げ、誠実に李雄に仕えて賢相であると称賛された。

### 李班・李期の時代
玉衡24年（334年）6月、李雄が崩御すると李班が皇位を継承した。遺詔により李寿は録尚書事に任じられ、李班の輔政を命じられた。
10月、李越により李班が殺害されると、李期が皇位を継承した。李寿は漢王に改封され、大都督・東羌校尉・中護軍・録尚書事に任じられた。従兄弟の李始は李寿と結託して李期を討とうと考えたが、李寿は応じなかった。
その後、李期の命により、李寿は李班の弟である李玝討伐の為に涪城へ向かった。だが、李寿は李玝を哀れに思い、開戦の前に李玝へ書状を送って利害を説き、包囲の一か所をあえて開けておいた。李玝はそこから逃亡し、東晋へ亡命した。李寿は李玝に代わって涪城を鎮守し、梁州刺史に任じられて梁州5郡が食邑として与えられた。
その後、李寿は漢中に駐屯する東晋の建威将軍司馬勲を攻撃し、これを討ち破って漢中を陥落させ、守宰を置いて南鄭を守った。
李寿の威名は遠方にまで轟くようになったので、朝廷の重臣である李越や景騫らに警戒されるようになった。李期の兄弟10人余りはみな強力な兵を擁していたので、李寿はこれを深く憂慮し、入朝の時期が来る度に外敵に備えるのを名目として成都へ赴かなかった。李期は李寿の養弟である安北将軍李攸を毒殺すると、李越・景騫・田褒・姚華らと李寿の襲撃を企てた。また、幾度も中常侍許涪を李寿の下へ派遣し、李寿の動向を覗った。李攸が殺害されると聞くと李寿は大いに恐れ、さらに許涪がしばしば往来していた事から警戒を強めた。
ある時、李寿は巴西の龔壮という人物の下を礼を尽くして訪問すると、龔壮は招聘には応じなかったが、しばしば李寿の下を訪れるようになった。この時期、岷山が崩れたり長江が干上がるなど不吉な事が続いたので、李寿は気味悪く思って龔壮に保身の術を問うた。龔壮はかつて李特により父と叔父が殺されていたので、李寿の力で仇を討とうと考え、挙兵して成都を攻め落とすよう勧めた。李寿はこれに従い、密かに長史羅恒・解思明と共に謀議し、成都を掌握して東晋へ帰順しようと考えた。
玉恒4年（338年）、李寿は文武百官と誓約を交わして数千人の賛同を得ると、歩兵・騎兵併せて1万を率いて涪城から成都へと進軍し、李奕を先鋒とした。李寿は景騫や田褒が朝政を乱している事から、兵を起こして李期の側に侍る奸賊を除くのだと喧伝した。李寿が成都に到来すると、李期と李越はこれを全く予想しておらず、何の備えもしていなかった。李寿の世子李勢は内で呼応して城門を開いて李寿を迎え入れた。李寿は成都城を制圧すると、宮門には兵を配置した。この時、配下の兵に略奪を許したので、李雄の娘や皇族の女が攫われ、多くの者が殺害された。この混乱は数日続いたという。
李期は侍中を派遣して慰労したが、李寿は相国建寧王李越・尚書令河南公景騫・尚書田褒・姚華・中常侍許涪・征西将軍李遐・将軍李西らが皆姦佞であり、政事を乱して社稷を傾けようと謀っているから、大逆不道の罪によって夷滅するようにと上奏した。李期はこれを拒む術を知らず、李越や景騫らを殺害した。さらに、李寿は任皇太后の命だと偽り、李期を廃して邛都県公に落とし、別宮に幽閉した。

### 皇帝即位
羅恒・解思明・李奕・王利らは李寿へ鎮西将軍・益州牧・成都王を称して東晋へ称藩するよう進言したが、逆に任調・司馬蔡興・侍中李艶・張烈らは李寿へ自立する様勧めた。李寿がこれを占った所、占い師は「天子となれるのは数年の間だけでしょう」と告げた。任調は「一日でも十分なのに、数年も天子でいることができますぞ」と喜び、解思明は「数年間だけの天子の位と百世代に渡る諸侯の地位では、どちらが良いと思いますか」と諫めた。李寿は「朝に道を聞けば夕に死す事もある時世なのだ。任侯の言こそが上策であろう」と言った。
こうして帝位に即くと、領内に大赦を下し、漢興と改元し、さらに国号を『大成』から『漢』に改めた。宗廟を建て直し、父の李驤を献帝と追尊して漢始祖廟に葬り、李特・李雄を大成廟に葬った。また、母の昝氏を太后に立て、妻の閻氏を皇后に立て、世子の李勢を太子に立てた。即位した後は宗廟を改めて別に立て、父の李驤を書を下しては自らのことを期や越とは別族なのだといって制度を改変した。
董皎を相国に、羅恒を尚書令・股肱に、解思明を広漢郡太守・謀主に、任調を鎮北将軍・梁州刺史・爪牙に、李奕を西夷校尉・爪牙に、馬当を股肱に、李閎を爪牙に、従子の李権を寧州刺史に任じた。また、龔壮を太師に任じ、安車・束帛（いずれも賢人を優遇する際に用いる）を準備して招聘したが固辞された。そのため、特別に縞巾・素帯を準備して師友の位に座ることを許した。そして、従来の公卿や州郡の長官を全て降格し、李寿の側近を代わって抜擢し、またこれまで不遇を囲って昇進出来ていなかった者を抜擢した。成の旧臣や近親・六郡の士人は、全て左遷しされた。
5月、李期が自殺すると、李寿は幽公と諡し、王侯の礼で埋葬した。
6月、李奕の従兄である広漢郡太守李乾が李寿へ、大臣が共謀して李寿を廃そうとしていると告げた。7月、李寿は子の李広に命じ、前殿で大臣と盟約を交わさせ、さらに李乾を漢嘉郡太守に移らせた。
8月、暴風雨が起こって門を震動させたので、李寿はこれを不吉な予兆では無いかと不安になった。蜀の地に長雨が続くと、百姓は飢餓と疫病に苦しんだので、李寿は群臣へ憚ることなく忠言を尽くすよう命じた。龔壮は封書により、災厄の原因が東晋に帰順する誓いを破って自立した事にあると述べたので、李寿は心底恥じて書状を深く隠し、誰にも見せなかった。
9月、僕射任顔は反乱を起こしたが、失敗して誅殺された。任顔は任皇太后の弟であったので、李寿は連座により李雄の諸子を尽く誅殺した。
漢興2年（339年）9月、李寿は病に伏せるようになった。羅恒と解思明は再び東晋へ帰順するよう進言したが、李寿は聞き入れなかった。李演もまた越巂郡から上書して李寿に帝位を退いて王を称するよう勧めたが、李寿は怒ってこれを殺害した。龔壮や解思明にもこれ以上この話をしないよう脅しを掛けた。
李寿はいつも漢の武帝や魏の明帝を慕い、父兄の業績を恥じていたので、上書する者は先代の政治について口にすることが出来なかった。李寿は父や兄を凌いだと自負しており、父母の勤労を嘲るのは小人のする事であるとして、舎人杜襲は詩を作って諫めたが、李寿は「言いたいことは判ったが、ありふれた言葉に過ぎん」と言い、取り合わなかった。また、龔壮は七篇の詩を作り、王璩の言葉を用いて諫めたが、李寿は一定の理解を示したものの取り合わなかった。
後趙の石虎が李寿へ書を送り、共に東晋を攻略して天下を分ける事を提案した。李寿は大いに喜び、戦艦を建造して兵備を整え、軍糧を準備した。さらに、散騎常侍王嘏と中常侍王広を後趙へ派遣し、石虎へ聘問させた。また、尚書令馬当を六軍都督に任じて仮節を与え、七万の兵を指揮させて長江沿いに進ませた。軍が成都を通過した際、李寿は城頭から見物していたが、群臣は「我らは小国である上に人も少なく、呉や会稽の地は遠方であり、図るべき時期ではありません」と言上し、解思明も心を尽くして諌めた。その為、李寿は群臣に利害について詳しく述べさせると、龔壮は「陛下は胡と晋ではどちらと通じるのが正しいとお思いでしょうか。胡とは犲狼の類に過ぎず、晋が滅べばこれに臣従するしか道はなく、もし天下を争うとも力の差は歴然です。どうか陛下におかれましては、この事を良くお考え下さいますよう」と述べると、群臣は皆叩頭して涙を流して諌めた。遂に李寿は出兵を思いとどまると、士衆らは皆万歳を唱えた。
その後、李寿は鎮東大将軍李奕を派遣して牂牁を攻略させると、牂牁郡太守謝恕は城を固く守った。城を攻め落とせないままに食糧が尽きたので、李奕は撤退した。
漢興4年（341年）12月、李寿は太子の李勢を大将軍・録尚書事に任じた。
即位当初、李寿は李雄に倣って寛大な政治を心掛け、倹約を美徳とした。自身の欲のままに振る舞う事が無く、蜀の民心を掴んだ。だが、李閎や王嘏が鄴から帰還すると、石虎の威勢や壮麗な宮観や鄴の賑わい振りを盛んに述べ、石虎が厳しい刑法をもって臣下に臨み、境内を良く支配していることを伝えた。李寿はこれに倣い、臣下に僅かな過失があってもすぐさま厳罰に処し、威厳を打ち立てようとした。左僕射蔡興が厳しく諌めたが、李寿は誹謗の言であるとして誅殺した。右僕射李嶷はかねてより直言を繰り返していたので、李寿は常々に不満に思っており、理由を付けて投獄して殺害した。また、鄴に比べて都城や郊外が充実していないと思い、尚方御府を興して州郡の工人を所属させ、宮室を大いに修築して水を引き入れた。さらに、什器類が十分でないと考え、近くの郡から壮丁を徴発して成都を満たすなど、奢侈をほしいままにした。また、太学を広め、讌殿を起こした。大勢の民を労役に充てたので、民衆は疲弊して怨みの声が道に溢れ、10人のうち9人が造反を考える有様であった。
その後、李寿は病に倒れた。病状が悪化すると、李期や蔡興が祟りをなす幻覚を見るようになった。
漢興6年（343年）8月、李寿は亡くなった。享年44、在位期間は5年だった。昭文帝と諡され、廟号は中宗、安昌陵に葬られた。長男の李勢が後を継いだ。

## 宗室

### 父母
- 李驤

### 養弟
- 李攸

### 子
- 李勢
- 李広

## 伝記資料
- 『晋書』巻一百二十一 載記第二十一
- 『資治通鑑』巻九十 - 巻九十七